# Iken
Iken är en by och en civil parish i distriktet East Suffolk, Suffolk, England. Orten har 114 invånare (2001).